# ریچارد نویل اندرسون
ریچارد نویل اندرسون (انگلیسی: Richard Anderson؛ ۲۸ آوریل ۱۹۰۷ – ۴ سپتامبر ۱۹۷۹) فرد نظامی اهل بریتانیا بود. وی همچنین برندهٔ جوایزی همچون نشان حمام و نشان امپراتوری بریتانیا شده‌است.